# Університет Хітоцубасі
Університет Хітоцубасі (яп. 一橋大学, ひとつばしだいがく; англ. Hitotsubashi University) — державний університет у Японії, відкритий у 1920. Скорочена назва — Хітоцу́ба-дай (яп. 一橋大, ひとつばしだい).

## Короткі відомості
Виник на базі Комерційного колегіуму, заснованого 1875 року за приватної ініціативи Морі Арінорі. 1884 року колегіум перевпорядкували Міністерству сільського господарства і торгівлі і перейменували на Токійську торговельну школу. 1885 року заклад передали Міністерству культури, об'єднали із Токійською школою іноземних мов і перенесли до місцевості Хітоцубасі в районі Канда, в Токіо.
Місцевість Хітоцубасі дала назву майбутньому університету, який утворився на базі двох шкіл 1920 року. Початково він називався Токійський комерційний університет (яп. 東京商科大学, とうきょうしょうかだいがく, токьо сьока дайґаку) і мав лише один факультет торгівлі. Згодом при університеті виникли підготовчі курси, центр підготовки економістів та аспірантура. Він став першим вищим навчальним закладом країни, який спеціалізувався на соціальних науках та економіці.
Протягом 1927—1930 року університет перенесли зі столиці до сусіднього міста Кунітаті. 1949 року, після освітньої реформи, заклад перейменували на Університет Хітоцубасі й відкрили у ньому 3 факультети: торговельний, економічний та юридчино-соціологічний. Останній факультет розділився на окремі юридичний і соціологічний факультети 1951 року. На 2010 рік в університеті діє 4 факультети.
Університет готує магістрів і аспірантів за спеціальностями: юриспруденція, економіка, торгівля, лінгвістична соціологія, міжнародна підприємницька стратегія. При університеті діють Інститут економіки, Центр іновацій, Центр соціологічної класики та інші.
Випускниками університету є більшість японських політиків та бізнесменів повоєнної Японії.

## Факультети
- Комерційний факультет (яп. 商学部)
- Економічний факультет (яп. 経済学部)
- Юридичний факультет (яп. 法学部)
- Соціологічний факультет (яп. 社会学部)

## Аспірантура
- Комерційна аспірантура (яп. 商学研究科)
- Економічна аспірантура (яп. 経済学研究科)
- Юридична аспірантура (яп. 法学研究科)
- Соціологічна аспірантура (яп. 社会学研究科)
- Аспірантура лінгвістики і соціології (яп. 社会学研究科)
- Аспірантура міжнародної корпоративної стратегії (яп. 国際企業戦略研究科)

## Відомі випускники
- Амае Кішічіро — Надзвичайний і Повноважний Посол Японії в Україні (2002—2005)
- Сумі Шігекі — Надзвичайний і Повноважний Посол Японії в Україні (2014—2018)
- Масаші Накаґоме — Надзвичайний і Повноважний Посол Держави Японія в Україні (з 2024)